# 2007 VK184

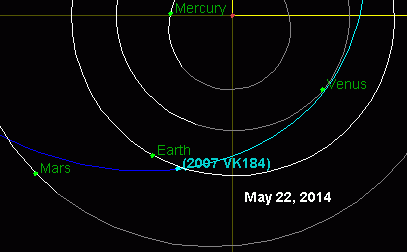
2007 VK184

2007 VK184 är en asteroid som är listad på Nasas Near Earth Object Risk List med en rating på 1 på torinoskalan. Per den 4 oktober 2008, är detta det enda jordnära objekt som är listat över nivå 0 på torinoskalan om möjligt nedslag inom 100 år. 2007 VK184 upptäcktes 12 november 2007, av Catalina Sky Survey.
Efter 101 observationer under 60 dagar beräknas att asteroiden har en sannolikhet på 1/3030 för att träffa jorden 3 juni 2048. Dessa siffror kan också beskrivas som att det finns 0,033% sannolikhet för kollision (eller 99,967% för en miss). Asteroiden har en diameter på 130 meter, väger 3,3 miljoner ton och skulle vid en eventuell kollision träffa jorden med 19,19 km/s. Det beräknade kortaste avståndet mellan jordens och 2007 VK128:s omloppsbanor är 111 000 km, vilket kan jämföras med jordens avstånd till månen på 384 400 km.
Asteroider som är listade över 1 på torinoskalan är sällsynta och är enligt Nasas Near Earth Object Program ofta nedgraderade efter kompletterande observationer.
Den 26-27 mars, år 2014, gjordes observationer som utesluter risken för en kollision år 2048.